# Echipa națională de fotbal a Mauritaniei
Echipa națională de fotbal a Mauritaniei reprezintă statul în competițiile fotbalistice și este controlată de Federația Mauritană de Fotbal, forul ce guvernează acest sport în Mauritania.. Nu s-a calificat la nici o ediție a Campionatului Mondial sau a Cupei Africii.

## Palmares
Cupa Amilcar Cabral :
- O dată finaliști

## Campionate mondiale
- 1930 până în 1974 - nu a intrat
- 1978: nu s-a calificat
- 1982 până în 1994 - nu a intrat
- 1998 și 2010 - nu s-a calificat

## Cupa Africii
- 1957 până în 1978 - nu a intrat
- 1980 până în 1982 - nu s-a calificat
- 1984 - nu a intrat
- 1986 - nu s-a calificat
- 1988 - nu a intrat
- 1990 - s-a retras
- 1992 - nu s-a calificat
- 1994 - s-a retras
- 1996 până în 1998 - nu s-a calificat
- 2000 - s-a retras
- 2002 până în 2010 - nu s-a calificat
- 2012 - s-a retras

## Lot
-  	

| nr. | Jucător                 | Post                              | n.                | Meciuri (goluri) | Echipă              |  |
| --- | ----------------------- | --------------------------------- | ----------------- | ---------------- | ------------------- |  |
| 1   | Souleymane Diallo       | Portar                            |                   |                  | FC Tevragh Zeina    |  |
| 12  | M’Baye Oumar Niang      | Portar                            |                   |                  | ACS Ksar            |  |
| 16  | Babacar Harouna Touré   | Portar                            |                   |                  | ASC Nasr de Sebkha  |  |
| 2   | Bilal Sidibé            | Fundaș central                    | 31.12.1978        |                  | GSI Pontivy         |  |
| 2   | Karamokho N’Diaye       | Fundaș central / Fundaș dreapta   |                   |                  | ACS Ksar            |  |
| 4   | Yacoub Fall             | Fundaș stânga                     |                   |                  | FC Nouadhibou       |  |
| 4   | Ould Cheikhani          | Fundaș central                    |                   |                  |                     |  |
| 5   | Babacar Dieng           | Fundaș central                    |                   |                  |                     |  |
| 13  | Moise Kande             | Fundaș central                    | 01.08.1978        |                  | PAEEK               |  |
| 15  | Brahim Boubacar Sidina  | Fundaș dreapta                    |                   |                  | FC Tevragh Zeina    |  |
| 18  | Abdelaziz Kamara        | Fundaș stânga / Mijlocaș defensiv | 10 aprilie 1984   |                  | FC Farul Constanța  |  |
|     | Sy Ibrahima Mamadou     | Fundaș central                    | 31.12.1991        |                  | ASAC Concorde       |  |
| 6   | Pascal Gourville        | Mijlocaș defensiv                 | 12.01.1975        |                  | Vallée de la Gresse |  |
| 7   | Yacoub Ba               | Mijlocaș defensiv                 | 20 ianuarie 1984  |                  | Kenitra AC          |  |
| 8   | Taghiyoullah Denna      | [ Mijlocaș defensiv               |                   |                  | CF Cansado          |  |
| 8   | Lemine Balla Cherif     | Mijlocaș defensiv                 |                   |                  | FC Tevragh Zeina    |  |
| 10  | Yoann Langlet           | Mijlocaș ofensiv                  | 25 decembrie 1982 | 20(7)            | Ionikos F.C.        |  |
| 14  | Mohamed Lemine          | Mijlocaș ofensiv                  |                   |                  |                     |  |
| 16  | Dahmed Ould Teguedi     | Mijlocaș ofensiv                  | 15 noiembrie 1984 |                  | Olympic Safi        |  |
| 7   | Ismaél Diakité          | Atacant / Mijlocaș ofensiv        | 13.12.1991        |                  | ASAC Concorde       |  |
| 9   | Dominique da Silva      | Atacant                           | 10.04.1986.       |                  | CS Sfaxien          |  |
| 9   | Voulany Ely             | Atacant                           |                   |                  | ACS Ksar            |  |
| 9   | Ahmed Sidibé            | Atacant                           | 25.12.1974        |                  |                     |  |
|     | Boubacar Jiddou         | Atacant                           |                   |                  | FC Tevragh Zeina    |  |
|     | Sidi Mohamed Youssef Sy | Atacant                           |                   |                  | CF Cansado          |  |